# キャンプ・パンゲア
『キャンプ・パンゲア』（CAMP PANGAEA）は、2010年12月15日に発売されたソウル・フラワー・ユニオンの10枚目のアルバム。

## 解説
前作『カンテ・ディアスポラ』以降、8〜9曲入りのマキシ・シングル3作（『ルーシーの子どもたち』『アクア・ヴィテ』『死ぬまで生きろ!』）、ライヴ・アルバム『エグザイル・オン・メイン・ビーチ』などを立て続けにリリースしていた彼らが、2年ぶりに発表したフル・アルバム。
本作は人生の「再生」を基調低音にしており、邂逅・別離、誕生・死別、移動・定住が、世界中のリズムを取り入れた彼ら独特のダンス・ビートに乗せて歌い上げられ、いつに増して、人生讃歌の色が濃いアルバムとなっている。
サウンド面では、彼らの長年の盟友であるパーカッショニスト・ヤヒロトモヒロ(元じゃがたら)、熱帯JAZZ楽団の美座良彦らが全曲ベーシック録音から参加しており、他作品よりもパーカッシブな音世界を構築している。ブラスはBLACK BOTTOM BRASS BAND、フルートは赤木りえが担当している。
なお、アルバム・タイトルの「キャンプ」は「野営地」、「パンゲア」はギリシャ語で「すべての陸地」「超大陸」という意味である。

## 収録曲
1. パンサラッサ Panthalassa
2. ホップ・ステップ・肉離れ Hop, Step, Nikubanare (Hop, Step, Torn Muscle)
3. ダンスは機会均等 Dance Wa Kikai Kintou (The Dance Of Equal Opportunities)
4. 死ぬまで生きろ! Shinumade Ikiro! (Live Until You Die!)
5. 死んだあのコ Shinda Anoko (Someone Who Died)
6. 再生の鐘が鳴る Saisei No Kane Ga Naru (Ringing The Bell Of Regeneration)
7. アクア・ヴィテ Aqua Vite
8. 道々の者 Michi Michi No Mono (Paths of the People)
9. 太陽がいっぱい Taiyou Ga Ippai (Full of Sun)
10. パンゲア Pangaea
11. 千の名前を持つ女 Sen no Namae Wo Motsu Onna (The Woman With A Thousand Names)
12. スモッグの底 Smog No Soko (The Bottom Of The Smog)
13. ルーシーの子どもたち Lucy No Kodomotachi (Lucy's Children)
14. 続・死ぬまで生きろ! Zoku Shinumade Ikiro! (Live Until You Die! [Reprise])
15. 移動遊園地の夜 Idou Yuenchi No Yoru (Night of The Travelling Fairground)

## 備考
- M-4 2010年6月30日発売のリード・シングル。
- M-7 2010年1月1日発売のリード・シングル。
- M-13 2009年7月2日発売のリード・シングル。